# Cathy O'Donnell
Cathy O'Donnell, pseudonimo di Ann Steely (Siluria, 6 luglio 1923 – Los Angeles, 11 aprile 1970), è stata un'attrice statunitense.

## Biografia
Nativa dell'Alabama, frequentò la Oklahoma City University e studiò recitazione all'American Academy of Dramatic Arts, prima di iniziare la carriera di attrice sul palcoscenico. Nel 1945 firmò un contratto per il produttore Samuel Goldwyn e, dopo una breve apparizione non accreditata nella commedia L'uomo meraviglia (1945), ottenne un ruolo importante nel film I migliori anni della nostra vita (1946) di William Wyler, un dramma sul tema del reinserimento dei reduci della seconda guerra mondiale. La O'Donnell fornì un'ottima interpretazione della dolce ma determinata Wilma Cameron, fidanzata al reduce mutilato Homer Parish (Harold Russell), il quale esita a sposarla per timore che la propria menomazione susciti la pietà della giovane.
La carriera della O'Donnell proseguì all'insegna di un'attenta selezione dei ruoli. Nel 1949, dopo essere passata alla casa produttrice RKO, apparve in uno dei primi film diretti da Nicholas Ray, La donna del bandito (1949), un noir incentrato sull'eterno tema di Bonnie e Clyde, in cui l'attrice interpretò la sfortunata e disperata Keechie, in continua fuga da un motel all'altro con l'altrettanto sconfitto e perseguitato amante Bowie (Farley Granger). I due attori fecero nuovamente coppia l'anno successivo in un altro noir ambientato nel mondo del crimine newyorkese, La via della morte (1950) di Anthony Mann. Nello stesso anno l'attrice apparve anche nel dramma sentimentale Addio signora Miniver (1950) e, l'anno successivo, ottenne il ruolo di Susan Carmichael in Pietà per i giusti (1951), accanto a Kirk Douglas ed Eleanor Parker, ancora per la regia di William Wyler.

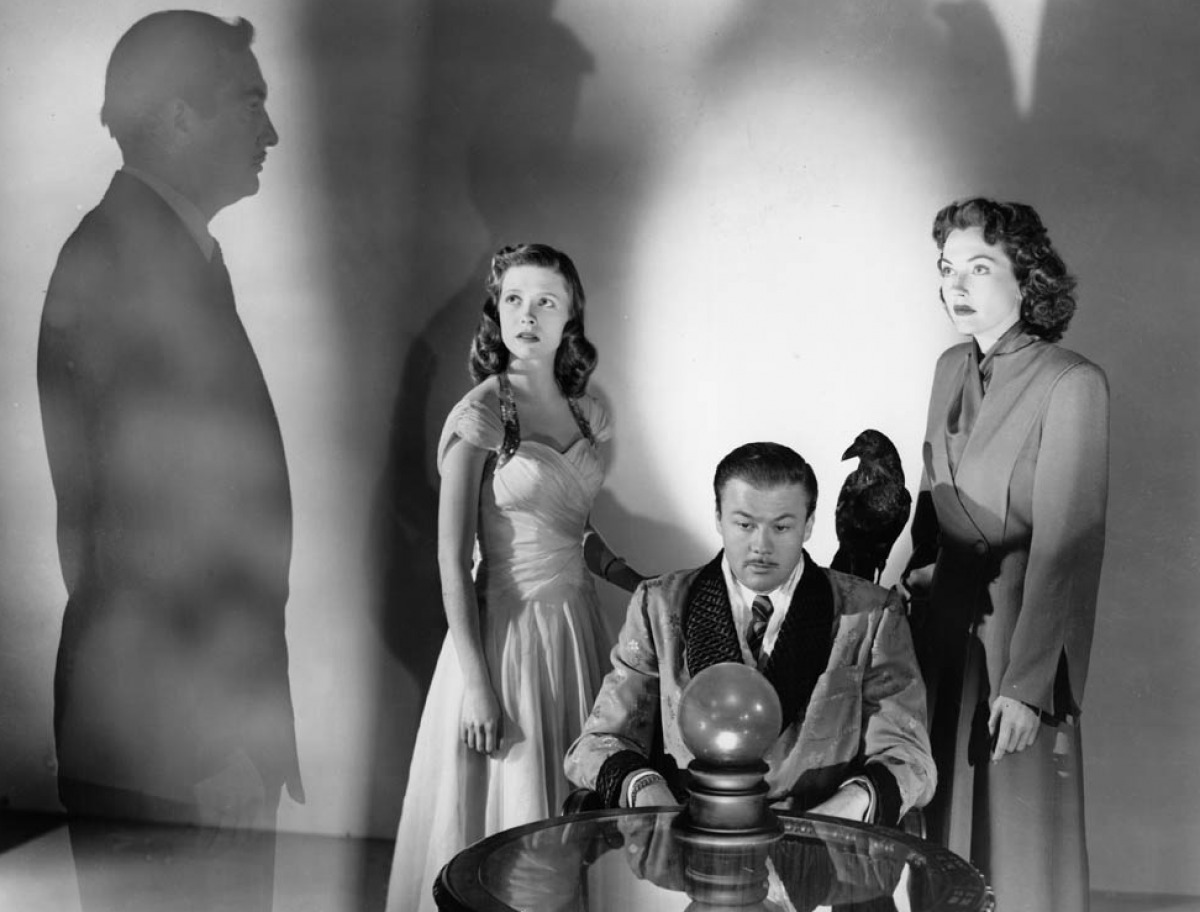
Donald Curtis, Cathy O'Donnell, Turhan Bey & Lynn Bari in The Amazing Mr. X (1948)

Durante gli anni cinquanta, la O'Donnell si dedicò prevalentemente a show e serie televisive, limitando le proprie apparizioni cinematografiche a un paio di western, L'uomo di Laramie (1955), in cui interpretò Barbara Waggoman, oggetto dell'interesse sentimentale del protagonista James Stewart, e Il riscatto degli indiani (1957), e al poliziesco Criminali contro il mondo (1955). Nel 1959 tornò a lavorare nuovamente per William Wyler, che la volle nel cast del kolossal storico-religioso Ben-Hur (1959), affidandole il ruolo della mite Tirzah, sorella del protagonista.
Ben-Hur fu l'ultimo impegno cinematografico di rilievo della O'Donnell, che apparve ancora nel dramma psicologico Il mio mondo muore urlando (1961), per poi continuare brevemente la carriera sul piccolo schermo, con alcune partecipazioni a serie quali Perry Mason (1961) e Bonanza (1964), prima del ritiro dalle scene.

## Vita privata
Sposata dal 1948 con Robert Wyler, fratello maggiore del regista William Wyler, Cathy O'Donnell si ammalò di cancro e morì a Los Angeles l'11 aprile 1970, all'età di soli 46 anni, nel giorno del suo ventiduesimo anniversario di matrimonio, a seguito di una emorragia cerebrale.

## Filmografia

### Cinema
- L'uomo meraviglia (Wonder Man), regia di H. Bruce Humberstone (1945) (non accreditata)
- I migliori anni della nostra vita (The Best Years of Our Lives), regia di William Wyler (1946)
- Bury Me Dead, regia di Bernard Vorhaus (1947)
- The Amazing Mr. X, regia di Bernard Vorhaus (1948)
- La donna del bandito (They Live by Night), regia di Nicholas Ray (1949)
- La via della morte (Side Street), regia di Anthony Mann (1950)
- Addio signora Miniver (The Miniver Story), regia di Henry C. Potter (1950)
- Never Trust a Gambler, regia di Ralph Murphy (1951)
- Pietà per i giusti (Detective Story), regia di William Wyler (1951)
- The Woman's Angle, regia di Leslie Arliss (1952)
- Eight O'Clock Walk, regia di Lance Comfort (1954)
- L'amante di Paride (Loves of Three Queens), regia di Marc Allégret e Edgar G. Ulmer (1954)
- Criminali contro il mondo (Mad at the World), regia di Harry Essex (1955)
- L'uomo di Laramie (The Man from Laramie), regia di Anthony Mann (1955)
- Il riscatto degli indiani (The Deerslayer), regia di Kurt Neumann (1957)
- L'inferno ci accusa (The Story of Mankind), regia di Irwin Allen (1957)
- Ben-Hur, regia di William Wyler (1959)
- Il mio mondo muore urlando (My World Dies Screaming), regia di Harold Daniels (1961)

### Televisione
- Lights Out – serie TV, episodio 4x04 (1951)
- The Philip Morris Playhouse – serie TV, episodio 1x19 (1954)
- Center Stage – serie TV, 1 episodio (1954)
- The Best of Broadway – serie TV, 1 episodio (1955)
- Climax! – serie TV, episodio 1x22 (1955)
- Matinee Theatre – serie TV, 1 episodio (1956)
- I racconti del West (Zane Grey Theater) – serie TV, 1 episodio (1958)
- The Californians – serie TV, 1 episodio (1958)
- Man Without a Gun – serie TV, 1 episodio (1959)
- I detectives (The Detectives) – serie TV, episodio 1x17 (1960)
- Tate – serie TV, 1 episodio (1960)
- The Rebel – serie TV, 2 episodi (1960)
- Perry Mason – serie TV, 1 episodio (1961)
- Sugarfoot – serie TV, episodio 4x07 (1961)
- Bonanza – serie TV, episodio 5x14 (1964)

## Doppiatrici italiane
- Fiorella Betti in L'uomo di Laramie, Ben-Hur
- Renata Marini in Pietà per i giusti
- Miranda Bonansea in Addio signora Miniver
- Micaela Esdra in I migliori anni della nostra vita (ridoppiaggio)
- Rossella Izzo in La donna del bandito (ridoppiaggio)
- Roberta Paladini in La via della morte (ridoppiaggio)